# Полисексуалност
Полисексуалност означава особу коју привлаче сви родови или полови. Назив полисексуалност је сексуална оријентација која се користи од стране особа којима пол није битан. Такве особе сматрају да реч бисексуалац дихотомијаречи „хомосексуалност” и „хетеросексуалност” и да то ни у ком случају не описује полисексуалност. Ова оријентација није исто што и полиаморија која представља вишељубље.